# Domine, quo vadis?
Domine, quo vadis? è il soggetto di un dipinto di Annibale Carracci. 

## Storia
Del dipinto ci informa un avviso del 2 giugno 1601 (consentendone anche una datazione certa): 
Il quadro fu dunque voluto dal cardinale Pietro Aldobrandini che fu uno dei principali committenti di Annibale Carracci, eccetto, ovviamente, Odoardo Farnese, alle cui dirette dipendenze il pittore trascorse gran parte dei suoi anni romani. Come tema del dipinto l'Aldobrandini scelse la raffigurazione di un momento dell'agiografia del suo santo eponimo, per l'appunto san Pietro.
Significativa è la notizia, che ci dà l'avviso, circa il lauto compenso elargito per l'opera, pari a ben duecento scudi. Per rendersi conto della generosità di questo pagamento basti considerare che Odoardo Farnese, per l'intera Galleria del suo palazzo, premiò Annibale – a parte il salario ordinario che questi riceveva come “pittore di corte” (anch'esso modesto, come testimoniato dalle fonti) – con soli cinquecento scudi.
Dal 1826 la tavola di Annibale fa parte delle raccolte della National Gallery londinese.

## Descrizione e stile
Il dipinto rappresenta un episodio narrato negli Acta Petri (apocrifo sulla vita di san Pietro, redatto nel II secolo) e ripreso dalla Legenda Aurea di Jacopo da Varazze.
Mentre il primo degli apostoli fugge lungo la via Appia per sottrarsi alla persecuzione dei cristiani voluta da Nerone, gli appare Cristo. Pietro, sorpreso e sgomento, gli chiede: «Domine, quo vadis?», ovvero «Signore, dove vai?». Questi risponde: «Venio Romam iterum crucifigi» («Vengo a Roma, per farmi crocifiggere una seconda volta»), non a caso Cristo porta con sé lo strumento del supplizio. Parole, il cui significato è quello di ammonire l'apostolo per la scelta di darsi alla fuga e di indicargli quale è la via corretta da seguire. Pietro comprende il messaggio del Signore, torna a Roma e accetta il martirio.
Pur nelle ridotte dimensioni della tavola Annibale è riuscito a dare un'impronta monumentale alla raffigurazione dell'evento.
Evidenti sono le riprese classiche che caratterizzano questo dipinto percepibili soprattutto nella figura apollinea di Cristo così come nelle architetture che fiancheggiano la via Appia.

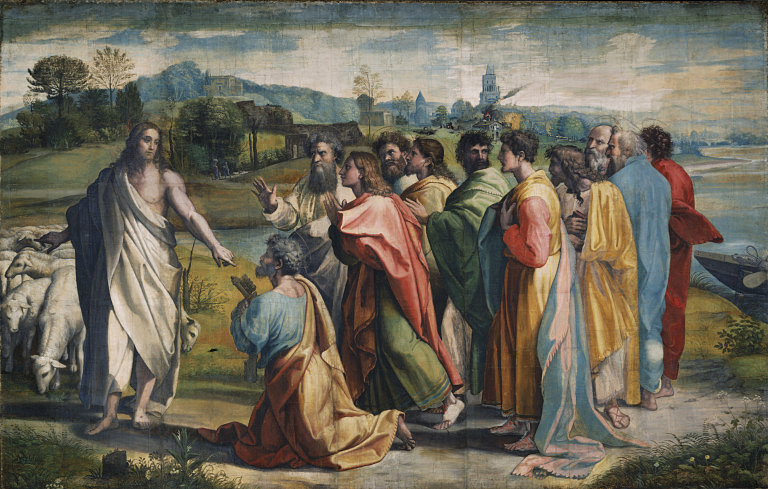
Raffaello Sanzio, Consegna delle chiavi, 1515-156, Victoria and Albert Museum, Londra

Nel Domine, quo vadis? si coglie un momento di forte adesione di Annibale al modello raffaellesco: il contrappunto tra la figura decisa e maestosa di Gesù, da un lato, e quella esitante e smarrita di Pietro, dall'altro, trova probabilmente un riferimento diretto nel cartone di Raffaello con la Consegna delle chiavi, facente parte della serie realizzata dall'urbinate per gli arazzi della Cappella Sistina.
Nella piccola tavola londinese si registra, inoltre, un notevole saggio di resa tridimensionale dello spazio il cui il fulcro è la scultorea figura di Gesù: il braccio destro proteso ad indicare Roma, lo scorcio profondo della croce, la cui estremità inferiore quasi fuoriesce dallo spazio pittorico per occupare lo spazio reale, il deciso incedere del passo, sono tutti accorgimenti mediante i quali Annibale ha efficacemente accentuato il senso di profondità della scena. 

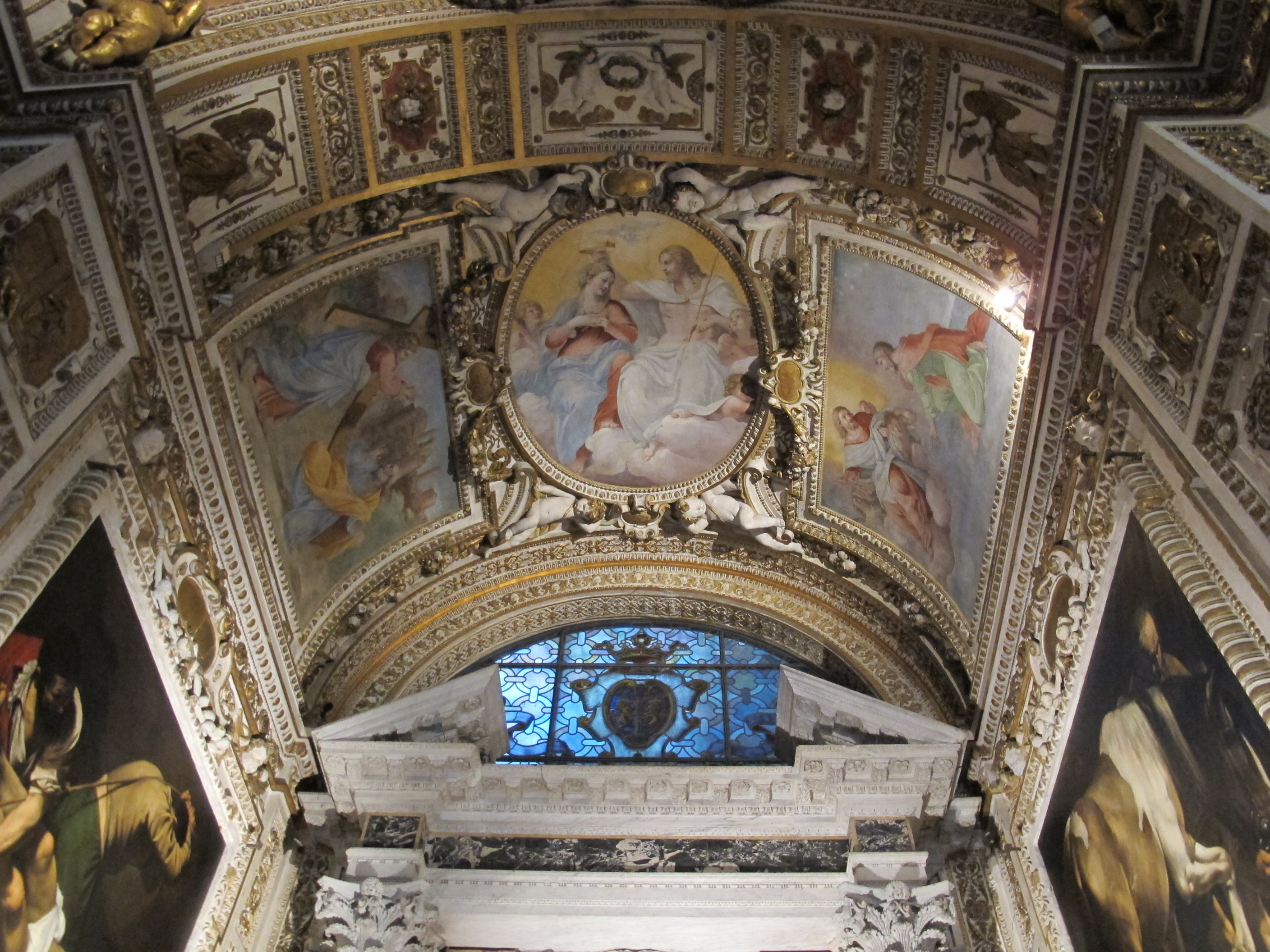
Annibale Carracci e Innocenzo Tacconi, Affreschi della cappella Cerasi, 1600 ca., Basilica di Santa Maria del Popolo, Roma

Secondo parte della critica questa forte attenzione all'occupazione tridimensionale dello spazio è l'esito delle riflessioni di Annibale sugli esempi di Caravaggio nella cappella Cerasi di Santa Maria del Popolo – dove il Merisi, nei suoi celebri laterali che dilatano le pareti della piccola scarsella, eccelse anche in questo senso –, cappella nella quale i due maestri si confrontarono pressappoco nello stesso periodo di esecuzione del Domine quo vadis?.
Sempre nella cappella Cerasi, inoltre, Annibale, oltre alla realizzazione della pala dell'Assunta per l'altare, aveva curato la decorazione ad affresco della volta, in parte eseguendola personalmente (l'Incoronazione della Vergine al centro), in parte fornendo ad Innocenzo Tacconi, suo collaboratore, i progetti per le restanti due scene. Una di queste, quella di sinistra, raffigura anch'essa l'incontro tra Pietro e Cristo lungo la Via Appia (quella di destra contiene una visione di san Paolo). È possibile che il cardinale Aldobrandini abbia commissionato ad Annibale la tavola ora a Londra, proprio avendo apprezzato il precedente della cappella Cerasi, eseguito circa un anno prima.
Notevole, infine, nella tavola londinese, è anche lo sfondo paesaggistico che già annuncia l'innovazione carraccesca di questo genere pittorico, portata a pieno compimento nel Paesaggio con la fuga in Egitto, eseguito da Annibale di lì a pochi anni, sempre su incarico dell'Aldobrandini.